# Милагро-Кеведо
Культура Милагро-Кеведо (исп. Cultura Milagro-Quevedo) существовала в период с VI по XVI в. н. э., до завоевания испанцами примерно в 1500 году. Эта культура занимала территорию, которая включала западные отроги Анд и возвышенности экваториальной литорали. Наряду с такими культурами, как Атакама, Хама II и Мантеньо-Гуанкавилька относилась к последним экваториальным культурам, существовавшим до прихода испанских конкистадоров.
Народ данной культуры назывался «чоно» и был известен как изготовитель ювелирных украшений из золота и серебра. Чоно очень любили носить серьги, до двенадцати штук (по шесть в каждом ухе), не только на мочках ушей, но и по всей ушной раковине. Чоно были полностью ассимилированы соседями к концу XVIII века.
Одной из характерных черт данной культуры является наличие большого количества Tolas (захоронений в форме холма) на всей территории, которую она занимала. Зачастую эти захоронения встречаются группами, однако бывают и изолированные могилы. Встречаются различные размеры и формы захоронений. Самые маленькие по размеру имеют диаметр около 10 м, а в высоту составляют не более 2 м, тогда как самые крупные могут достигать внушительных размеров: более 100 м в длину, около 30 м в высоту.
Культура Милагро-Кеведо занимала территории современных провинций Гуаяс, Лос-Риос и Эль-Оро. Керамические изделия весьма разнообразны по исполнению, содержат изображения змей, лягушек, сов и прочих животных.